# Microlophus atacamensis
Microlophus atacamensis är en ödleart som beskrevs av  Roberto Donoso-Barros 1960. Microlophus atacamensis ingår i släktet Microlophus och familjen Tropiduridae. Arten finns i Chile
Inga underarter finns listade i Catalogue of Life.